# Sliedrecht Sport 2020-2021 (maschile)
Questa voce raccoglie le informazioni riguardanti lo Sliedrecht Sport nelle competizioni ufficiali della stagione 2020-2021.

## Organigramma societario
Area direttiva
- Presidente: Harm van der Veen

Area tecnica
- Allenatore: Paul van der Ven

## Rosa
| N° | Nome               | Ruolo | Data di nascita  | Nazionalità sportiva |
| -- | ------------------ | ----- | ---------------- | -------------------- |
| 1  | Niels Vermeulen    | P     | 1995             | Paesi Bassi          |
| 2  | Rick van der Sluis | P     | 1999             | Paesi Bassi          |
| 3  | Marius den Hartog  | O     | 1999             | Paesi Bassi          |
| 4  | Joël Blokland      | L     | 2001             | Paesi Bassi          |
| 5  | Mart de Groot      | L     | 11 ottobre 2002  | Paesi Bassi          |
| 6  | Bart Yark          | S     | 22 febbraio 1994 | Paesi Bassi          |
| 7  | Wessel Anker       | C     | 25 giugno 1990   | Paesi Bassi          |
| 8  | Martijn de Haan    | S     | 29 maggio 1997   | Paesi Bassi          |
| 9  | Ivar de Waard      | S     | 4 giugno 1997    | Paesi Bassi          |
| 10 | Gerard Baan        | O     | 1993             | Paesi Bassi          |
| 11 | Rick Julicher      | C     | 2000             | Paesi Bassi          |
| 12 | Jorg de Waard      | C     | 8 marzo 1994     | Paesi Bassi          |
| 14 | Tom Koops          | S     | 10 dicembre 2000 | Paesi Bassi          |

## Statistiche

### Statistiche di squadra
| Competizione          | Punti | In casa | In casa | In casa | In trasferta | In trasferta | In trasferta | Totale | Totale | Totale |
| Competizione          | Punti | G       | V       | P       | G            | V            | P            | G      | V      | P      |
| --------------------- | ----- | ------- | ------- | ------- | ------------ | ------------ | ------------ | ------ | ------ | ------ |
| Eredivisie            | 13/5  | 6       | 4       | 2       | 8            | 3            | 5            | 14     | 7      | 7      |
| Coppa dei Paesi Bassi | -     | 1       | 0       | 1       | 1            | 1            | 0            | 2      | 1      | 1      |
| Totale                | -     | 7       | 4       | 3       | 9            | 4            | 5            | 16     | 8      | 8      |